# 中国驻爱尔兰大使馆
中华人民共和国驻爱尔兰大使馆，简称中国驻爱尔兰大使馆，是中华人民共和国驻爱尔兰的外交代表机构。

## 机构设置
中国驻爱尔兰大使馆设置下列机构：
- 政治处
- 领侨处
- 经商处
- 科教文处
- 办公室